# Wyspy Cooka na Letnich Igrzyskach Olimpijskich 1996
Wyspy Cooka na Letnich Igrzyskach Olimpijskich 1996 w Atlancie liczyła troje zawodników – dwóch mężczyzn i jedną kobietę. Wystartowali oni w trzech dyscyplinach: lekkoatletyce, podnoszeniu ciężarów oraz w żeglarstwie.

## Wyniki reprezentantów Wysp Cooka

### Lekka atletyka
- Mark Sherwin – 100 m odpadł w 1. rundzie, 9. miejsce[2]

### Żeglarstwo
- Turia Vogel – windsurfing – 26. miejsce[3]

### Podnoszenie ciężarów
- Sam Nunuku Pera – do 100 kg – 24. miejsce[4]